# Arvalští bratří

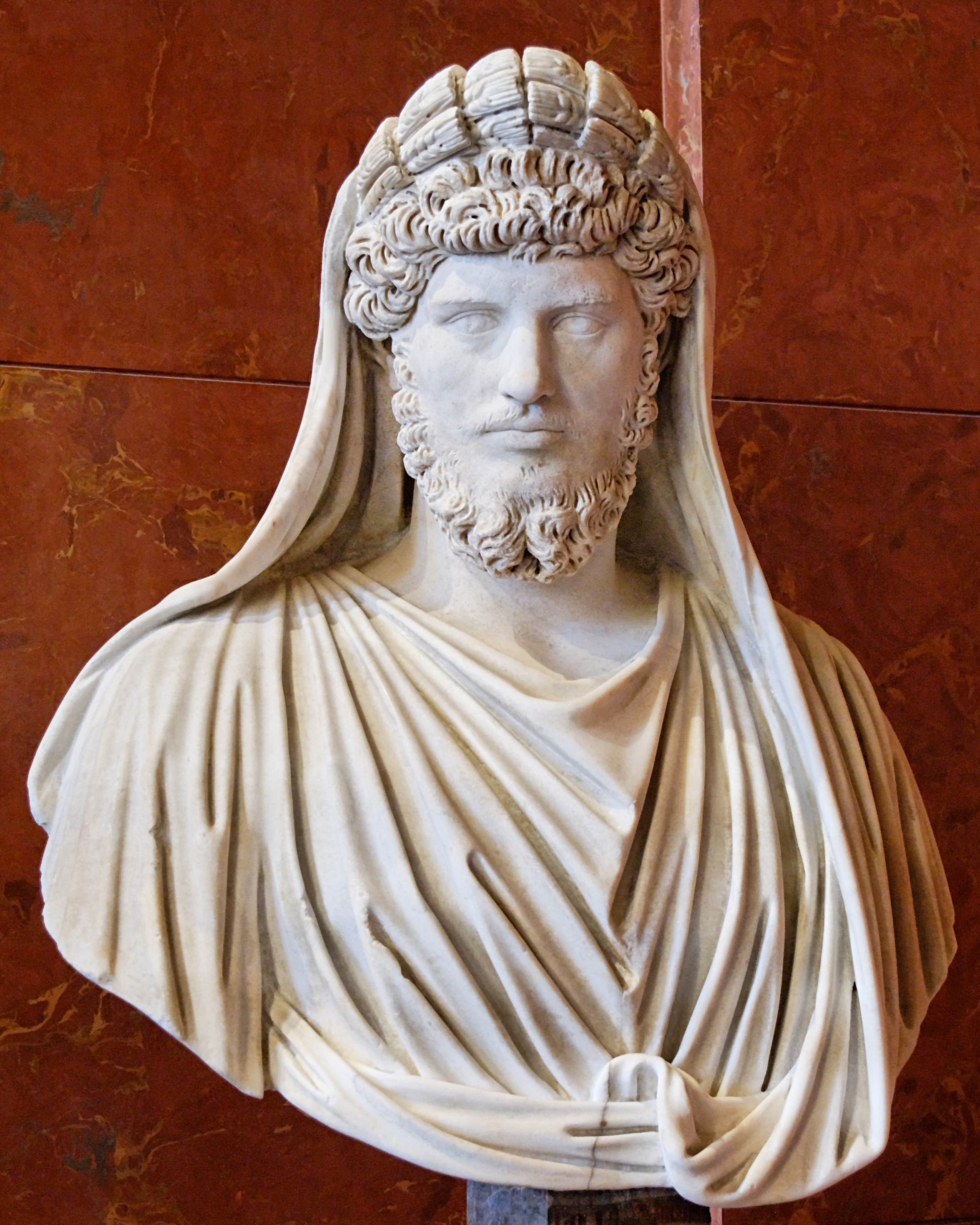
Lucius Verus jako Arvalský bratr (kolem 160 n. l.)

Arvalští bratři (lat. Fratres arvales) byli starověcí římští kněží, kteří přinášeli každoroční oběti Lárům a božstvům, aby zajistili dobrou sklizeň. Nalezené nápisy dokládají jejich sliby, oběti a rituály.

## Popis
Podle římské pověsti byl tento kněžský sbor založen Romulem, který nahradil zemřelého syna své kojné Accy Larentie a s ostatními jedenácti syny vytvořil dvanáctičlenný sbor kněží (ačkoli archeologové našli nejvýše devět jmen pohromadě). Bratrstvo patrně existovalo již před založením Říma a přetrvávalo až do císařské doby. Členové byli ustanoveni doživotně z nejvyšších římských vrstev, včetně císařské rodiny. Jejich úkolem bylo uctívat bohyni plodnosti Deu Diu či Ceres po tři dny květnové slavnosti Ambarvalia tancem, zpěvem a oběťmi. Před obětováním se oběti nosily kolem obilného pole, kde sedláci a podruzi tančili a zpívali chvály na Ceres a obětovali jí nejčastěji med, mléko a víno. Podle Plinia staršího byla znamením arvalů bílá stuha a věnec ze snopků obilí.

## Historie
Archaickou povahu bratrstva i obřadu dokládá zákaz používat železné předměty a nádoby z nepálené hlíny. Koncem republiky bratrstvo patrně ztrácelo na významu, až je císař Augustus opět obnovil, aby posílil vztah Římanů k městu. Nejméně dva další císařové, totiž Marcus Aurelius a Heliogabalus byli členy bratrstva. Arvalští bratři definitivně zanikli do poloviny 4. století.